# 昂格朗库尔
昂格朗库尔（法語：Englancourt，法語發音：[ɑ̃ɡlɑ̃kuʁ]）是法国上法蘭西大區埃纳省的一个市镇，属于韦尔万区。

## 地理
昂格朗库尔（49°55'1"N, 3°48'4"E）面积7.97 平方千米，位于法国上法蘭西大區埃纳省，该省份为法国北部内陆省份，北起北部省，西接索姆省和瓦兹省，东临阿登省和马恩省，西南至塞纳-马恩省，东北部与比利时接壤。
与昂格朗库尔接壤的市镇（或旧市镇、城区）包括：比龙福斯、希尼、埃尔卢瓦、马尔利-戈蒙、圣阿尔吉。

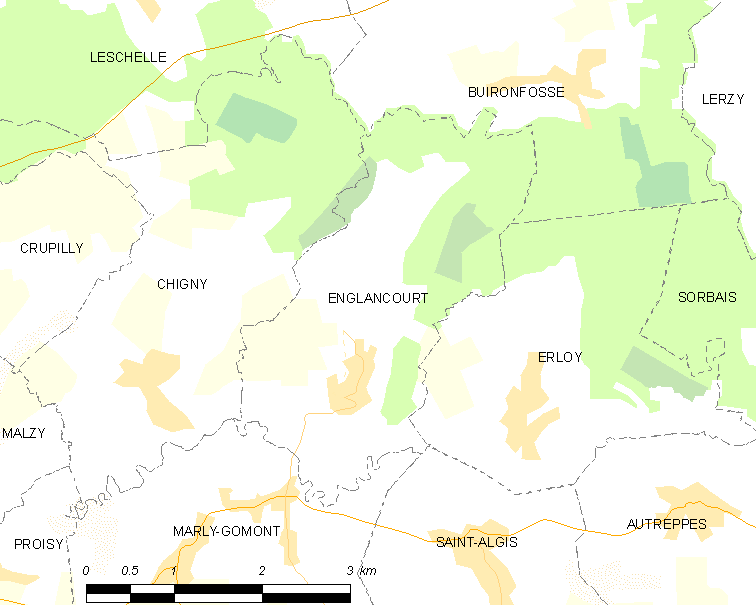
昂格朗库尔的OSM定位图

昂格朗库尔的时区为UTC+01:00、UTC+02:00（夏令时）。

## 行政
昂格朗库尔的邮政编码为02260，INSEE市镇编码为02276。

## 政治
昂格朗库尔所属的省级选区为韦尔万县。

## 人口

1962-2008年间昂格朗库尔人口变化图示

昂格朗库尔于2022年1月1日时的人口数量为120人。